# Proto-créole de l'océan indien
Un proto-créole désigne la période de formation d'une langue créole au moment où elle existe déjà en tant que créole, c'est-à-dire langue maternelle de ses locuteurs, mais avant que cette dernière se stabilise. Généralement avant le XIXe siècle. 
Proto-créole de l'océan indien désigne donc ce phénomène dans l'océan indien qui sont des créoles à base lexicale française. Si certains imaginent un proto-créole commun entre ces îles on peut parler de proto-créole bourbonnais, l'expression créole bourbonnais est par ailleurs toujours utilisée pour décrire l'idée d'un créole commun dont chaque île parlerait une variante d'un proto-créole commun. D'autres verraient dans le créole réunionnais un proto-créole plus distinct des autres créoles de l'océan indien à base française.
Quelle que soit la proximité ou l'unité du proto-créole de l'océan indien, les créoles sont tous passés par cette phase. De nos jours les langues créoles sont les suivantes: réunionnais, mauricien, seychellois, rodriguais, agaléen et  chagossien

## Histoire
La colonisation française des îles de l'Océan Indien a débuté à Fort-Dauphin en 1642 au sud de Madagascar et s'est poursuivie à La Réunion (appelée l'île Bourbon) peuplée durablement dès 1665. Le créole nés dans ces îles a ensuite essaimé sur l'Île Maurice (l'île de France), l'Île Rodrigues et sur les Seychelles (îles de la Bourdonnais).
Ces langues sont nées de la rencontre de populations similaires, africains déportés du continent, de la côte Atlantique mais surtout de la côte de l'Océan Indien, de malgaches, d'européens français parlant surtout des langues régionales du Nord de la France formant la base lexicale, et de populations indiennes arrivées en tant que engagés.
Du fait de l'insularité de ces territoires, ces créoles se sont ensuite différenciés. D'autre part, des changements dans l'administration de ces îles (Maurice, Seychelles et Rodrigues sont passés sous la coupe anglaise en 1810) et des influences diverses dues aux migrations de populations ont accentué ces différences.